# بولين موريل
بولين موريل (بالفرنسية: Pauline Morel)‏ هي لاعبة جمباز فني فرنسية، ولدت في 3 يناير 1992 في تشينوف في فرنسا.

## وصلات خارجية
- بولين موريل على موقع الاتحاد الدولي للجمباز (licence) (الإنجليزية)
- بولين موريل على موقع الاتحاد الدولي للجمباز (biography) (الإنجليزية)
- بولين موريل على موقع أوليمبيديا (الإنجليزية)
- بولين موريل على موقع اللجنة الأولمبية الفرنسية (مؤرشف) (الفرنسية)